# Mohammed Ali M’Barek
Mohammed Ali M’Barek (ur. 27 maja 1978) – tunezyjski zapaśnik walczący w stylu wolnym. Zajął szóste miejsce na igrzyskach śródziemnomorskich w 2001. Złoty medalista mistrzostw Afryki w 2001; czwarty w 2000 roku.